# Ratpenat d'espatlles grogues nan
El ratpenat d'espatlles grogues nan (Sturnira nana) és una espècie de ratpenat de la família dels fil·lostòmids. Viu al Perú. El seu hàbitat natural són els boscos montans baixos humits i primaris. Una amenaça significativa per a la supervivència d'aquesta espècie és que l'àrea es troba amenaçada pels cultius il·lícits i l'agricultura.